# Kanami Nakamaki
Kanami Nakamaki (jap. 中牧 佳南, Nakamaki Kanami; * 5. Juni 1992 in der Präfektur Osaka) ist eine ehemalige japanische Synchronschwimmerin.

## Erfolge
Kanami Nakamaki sicherte sich ihre ersten internationalen Medaillen bei der Sommer-Universiade 2013 in Kasan und den Asienspielen 2014 in Incheon. Bei beiden Wettbewerben gewann sie jeweils sowohl mit der Mannschaft als auch in der Kombination die Silbermedaille. Die nächsten Medaillengewinne folgten ein Jahr darauf mit Silber in der Kombinationskonkurrenz sowie im freien und im technischen Programm des Mannschaftswettbewerbs der Weltmeisterschaften in Kasan. In allen drei Wettbewerben kam es zur selben Podestzusammensetzung: Die russische Mannschaft siegte vor China und den Japanerinnen um Kanami Nakamaki. Bei den Olympischen Spielen 2016 in Rio de Janeiro startete Nakamaki ebenfalls im Mannschaftswettbewerb. In diesem erzielten die Japanerinnen 189,2056 Punkte, womit sie hinter Russland mit 196,1439 Punkten und China mit 192,9841 Punkten Dritte wurden. Neben Nakamaki erhielten Aika Hakoyama, Yukiko Inui, Kano Omata, Kei Marumo, Risako Mitsui, Mai Nakamura, Kurumi Yoshida und Aiko Hayashi Bronze.
2017 gewann Nakamaki bei den Weltmeisterschaften in Budapest erneut im technischen Programm des Mannschaftswettbewerbs und in der Kombination jeweils die Bronzemedaille. Ihre letzten internationalen Wettkämpfe bestritt sie 2018 bei drei World-Series-Veranstaltungen in Frankreich, Japan und Kanada, bei denen sie sechs Goldmedaillen sowie jeweils zwei Silber- und Bronzemedaillen gewann.